# Louis Nicolas Philippe Auguste de Forbin
Louis Nicolas Philippe Auguste de Forbin, també conegut com a comte Auguste Forbin de la Roque d'Anthéron (La Roque-d'Anthéron, Boques del Roine, 19 d'agost del 1779 - París, 23 de febrer del 1841) fou un pintor francès director del Museu del Louvre.

## Biografia
Descendent d'una família noble, i amb grans facultats artístiques ja a la infància, Forbin inicià la seva preparació artística com a deixeble de Jean-Jacques de Boissieu, un artista gravador de Lió. El 1793, en un alçament contra-revolucionari a aquesta ciutat, moriren el seu pare i el seu oncle, i la seva mare s'hagué d'allunyar per un temps de l'atenció pública. Calmades les aigües amb el Directori (1795), es traslladà a París on, juntament amb el seu amic i artista François Marius Granet, ingressà en l'estudi de Jacques-Louis David.
Als voltants del 1800 fou cridat a files. Obtingué el 1802 una llicència per dedicar-se a l'art i va visitar la Itàlia, on el 1804 fou nomenat camarlenc de la princesa Paulina Bonaparte. Reincorporat a l'exèrcit, serví amb el general Junot a Portugal, guanyant la Croix d'honneur. Intervingué posteriorment en la campanya austríaca del 1809.
En la Restauració Francesa (1814) fou nomenat Director General de Museus i va ampliar el Louvre i el Luxembourg. El 1817 va ser comissionat pel govern per adquirir obres d'art en un viatge pel Mediterrani oriental, amb escales a diverses illes gregues, Atenes, Constantinoble, Esmirna, Efes, Acre, Síria, Cesarea, Ascaló (fent una marrada per Jerusalem, la mar Morta i el Jordà), per acabar al Caire el 1818. Forbin publicà els resultats de l'expedició a Voyage dans le Levant i a Livre de croquis d'un voyageur.
El 1810 va publicar anònimament una novel·la amorosa, Charles Barimore, que es va reeditar diverses vegades, i també portà a la impremta diverses descripcions dels seus viatges. De forma pòstuma, el seu cunyat Charles Demartin du Tyrac, comte de Marcellus, li publicà el 1843 una antologia dels escrits (Vegeu l'edició de 1843 de Charles Barimore) i una recopilació de pintures i dibuixos (Portefeuille du Cte...). També se li atribueix, juntament amb Joseph-Alexandre de Ségur, el llibret de l'òpera Le Chevalier de Sénanges, amb música de Henri-Montan Benton, estrenada a París el 1808 (inèdita).

## Obres
- L'Éruption du Vésuve
- Mort de Pline
- Vision d'Ossian
- Procession des Pénitents noirs
- Scène de l'Inquisition
- Inès de Castro (ca. 1810)
- Campo Santo de Pise

Un Mois à Venise, 1825

- Cloître de Santa Maria Novella à Florence
- Ruines d'Ascalon en Syrie
- Vue d'un cloître sur les bords de la Méditerranée près de Carrare
- Vue de Cazzafani, dans l'île de Chypre
- Vue de Jérusalem, prise de la vallée de Josaphat[1]
- Vue de la Porte Saint-Paul à Rome, effet du matin
- Vue intérieure du cloître Saint-Sauveur à Aix-en-Provence